# Cixius fustis
Cixius fustis är en insektsart som beskrevs av Tsaur 1991. Cixius fustis ingår i släktet Cixius och familjen kilstritar. Inga underarter finns listade i Catalogue of Life.